# Rigobert Song
Rigobert Song Bahanag (Nkanglikock, 1. srpnja 1976.) kamerunski je nogometni trener, umirovljeni nogometaš i bivši dugogodišnji reprezentativac. Za reprezentaciju je ubilježio rekordnih 137 nastupa. Trenutačno je izbornik Srednjoafričke Republike.
Nakon odlaska iz matičnog Tonnerre Yaoundéa Song je nastupao za klubove iz Francuske, Italije, Engleske, Njemačke i Turske.
S reprezentacijom je 2000. i 2002. godine osvojio Afrički kup nacija. Sudjelovao je na 4 svjetska prvenstva.
Njegov rođak Alexandre Song je također nogometaš.

## Uspjesi
- Kamerun
  - Afrički kup nacija: 2 (2000., 2002.)
    - Drugo mjesto: 1 (2008.)

- Galatasaray
  - Turska liga: 2 (2005./06., 2007./08.)
  - Fortis turski kup: 1 (2004./05.)

- Metz
  - Francuski liga kup: 1 (1996.)